# Pandal

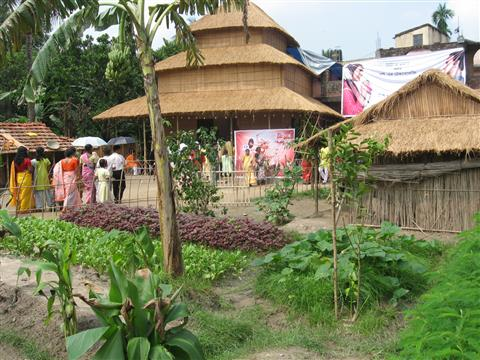
Esemplare di semplice pandal durante la festa di Durga Puja in India.

Un pandal è una struttura, sia temporanea che permanente, utilizzata in alcuni paesi asiatici per determinati riti religiosi.

## Storia
Nell'induismo, è una struttura temporanea creata per la venerazione del dio Ganesha durante il Ganesh Chaturthi o la dea Durgā durante la Durga Puja.
Nello Sri Lanka, i Vesak thorang pandal vengono approntati durante le feste a Vesak, con pannelli illuminati illustranti episodi della vita del Gautama Buddha oltre che durante i Gammaduwa (rinascita del villaggio), in onore della dea Pattini.
Pandal (mandat nella lingua di burma) si riferisce anche alle piattaforme da cui la gente spruzza d'acqua durante la festa buddista Thingyan.
Un pandal può anche essere una porta cerimoniale, costruita per accogliere i visitatori.